# Euphorbia curvirama
Euphorbia curvirama ist eine Pflanzenart aus der Gattung Wolfsmilch (Euphorbia) in der Familie der Wolfsmilchgewächse (Euphorbiaceae).

## Beschreibung
Die sukkulente Euphorbia curvirama bildet einfache oder nur wenig verzweigte Bäume bis 6,5 Meter Höhe aus. Der Stammansatz kann einen Durchmesser bis 30 Zentimeter erreichen. Durch die Wuchsform mit ausgebreitet-aufrechten Zweigen entwickelt sich eine rundliche Krone. Die endständigen Zweige werden bis 2 Meter lang und sind drei- bis fünfkantig. Durch verkehrt-eiförmig, längliche eingeschnürte Abschnitte, die 15 Zentimeter lang und 7,5 Zentimeter breit werden, sind die Triebe auffällig gegliedert. Die geflügelten Kanten sind in einem Abstand bis 18 Millimeter untereinander mit flachen und buchtigen Zähnen versehen. Die Dornschildchen stehen sehr eng beieinander und bilden einen breiten Hornrand aus. Die Dornen werden bis 15 Millimeter lang.
Es werden zwei bis drei einfache Cymen ausgebildet, die sich an bis 3 Millimeter langen Stielen befinden. Die Cyathien werden etwa 4 Millimeter groß. Die länglichen Nektardrüsen sind gelb gefärbt und berühren sich. Die stumpf gelappte Frucht ist sitzend und wird bis 7 Millimeter groß. Der eiförmige Samen wird 3 Millimeter lang und 2,5 Millimeter breit. Er besitzt eine glatte Oberfläche.

## Verbreitung und Systematik
Euphorbia curvirama ist in der südafrikanischen Provinz Ostkap verbreitet.
Die Erstbeschreibung der Art erfolgte 1931 durch Robert Allen Dyer.